# 물속의 칼
《물속의 칼》(폴란드어: Nóż w wodzie, 영어: Knife in the Water)은 폴란드에서 제작된 로만 폴란스키 감독의 1962년 드라마 영화이다. 지그먼트 말라노위즈 등이 주연으로 출연하였다. 흑백, 시네마스코프로 제작되었다.
폴란스키는 사회주의국가 중에서 가장 서구적이라고 일컬어지는 폴란드에서도 서구적인 작가로 알려져 있다. 폴란드의 지난날의 국민적·역사적 비극은 이미 그림자도 없어지고, 오늘날의 평화로운 소시민적인 개인생활 속의 조그마한 소용돌이만이 응시되고 있다. 이것은 확실히 새로운 경향이긴 하나 또한 폴란드영화의 주제의 상실과 왜소화를 가리킨다. 폴란스키가 이 영화를 제작한 후에 프랑스와 영국에서 제작활동을 전개하면서 고국에 돌아가지 않은 것도 이유가 있다.

## 줄거리
중년남자 안제이(니엠치크)와 그의 젊은 아내 크리스티네(우메츠카)는 휴일(休日)을 호수에서 요트놀이로 보내기로 하였는데, 그곳에 젊은 학생(마라노비치)이 우연히 끼어들어 어느 사이엔가 크리스티네를 둘러싸고서 두 남자의 마음 속에 사랑과 질투의 맹렬한 불길이 타오른다. 좁은 요트 속에서 그것은 숨가쁜 드라마로까지 발전되고 안제이는 학생을 물 속으로 던져 버린다. 사건을 경찰에 알리려고 뛰어간 안제이가 없는 사이에 그때까지 몸을 숨기고 있던 학생이 요트로 되돌아와서 크리스티네와 사랑을 속삭인 후에 사라진다. 다시 돌아온 안제이는 아내의 입으로부터 부정(不貞)의 고백을 받으나 그것을 믿으려 하지 않는다. 믿고 싶지 않기 때문이다.

## 출연

### 주연
- 지그먼트 말라노위즈
- 리온 니엠직
- 조란타 우멕카

## 같이 보기
- 제36회 아카데미상 외국어영화상 출품작 목록